# Samba D. Bah
Samba D. Bah (* 4. Dezember 1948; † 23. Oktober 2008 in Sukuta) war Innenminister (Secretary of State for the Interior) des westafrikanischen Staats Gambia.

## Leben
Am 4. Mai 2004 wurde er von Präsident Jammeh ins Kabinett berufen. Zuvor war er in den Jahren 1994 bis 1998 als Direktor der National Intelligence Agency tätig, des gambischen Nachrichtendienstes. Im März 2005 wurde Bah von Baboucarr Jatta als Innenminister abgelöst.
2006 wurden ihm Verwicklungen in den missglückten Putsch vom März 2006 nachgesagt.
Bah starb im Alter von 59 Jahren im Oktober 2008.